# Bartoloměj ze Salutia
Bartoloměj ze Salutia, O.F.M. (světským jménem: Grazie Cambi; 3. dubna 1558 Socana – 15. listopadu 1617 Řím) byl italský římskokatolický řeholník Řádu menších bratří, kazatel a mystik.

## Život
Narodil se 3. dubna 1558 v Socaně v provincii Arezzo do rolnické rodiny.
Od mládí pracoval na poli a brzy se v něm objevila touha po řeholním životě. Roku 1575 vstoupil do noviciátu v La Verně (Casentino) a přijal řeholní jméno Bartoloměj ze Salutia. Přídomek ze Salutia si vybral podle místa narození svého otce. Studoval v klášteře svatého Romana v Assisi a následně na řádovém institutu. Byl velmi inteligentní student a literární talent. Následoval myšlenky blahoslaveného Jana Duns Scotuse. Zajímal se o mystiku, poezii a prorockou povahu řádu. Na tyto témata sepsal několik děl. Díky svému vzdělání se stal učitelem umění v La Verně, poté v San Romano, Bosco di Mugello, Volteře a nakonec znovu v La Verně. O několik let později vyučoval teologii v Aracoeli (Řím).
Měl impulzivní povahu. Jednoho dne, jej papež Klement VII. obvinil, že se v jeho cele nachází věci, které jsou neslučitelné s řeholním životem. Místo toho, aby se papeži omluvil, opustil Řím. Odešel do kláštera v Sieně a poté do Empoli. Zde zatoužil po asketickém životě. Roku 1597 se vrátil do La Verny, kde požádal o život v poustevně.
Roku 1598 vstoupil do kláštera ve Fiesole, kde vedl františkánské reformního hnutí. O dva roky později požádal papeže Klementa VIII. o oddělení reformovaných klášterů od řádu. Byl ustanoven kustodem reformovaných klášterů v celém Toskánsku. Brzy se rozhodl věnovat se více kázání. Jeho kázání byly podobné názorům dominikánského kněze Girolama Savonaroly, zejména v jeho kritice morálky duchovenstva. Za jeho kritiku mu bylo zakázáno kázat.
Roku 1602 kázání proti Židům vyvolalo v Modeně velké nepokoje. Vyzýval ke zřizování ghett. V Mantově zaujal ostrý postoj proti vévodovi a obvinil ho, že Židům přidělil všechny nejlukrativnější podniky. Papež Klement VIII. jej povolal do Říma, zde žil v klášteře San Francesco a Ripa. Do roku 1605 mu bylo opět zakázáno kázat. Byl přemístěn do kláštera Aracoeli a brzy do Fonte Colombo poblíž Rieti. Zde prožíval mystické extáze. Jeho kázání na novém působišti opět vyvolali nepokoje, což vedlo k jeho odvolání do kláštera San Francesco a Ripa, kde byl nucen žít v ústraní. Zemřel 15. listopadu 1617 v San Pietro in Montorio, kam požádal o přeložení.

## Proces svatořečení
Proces byl zahájen 11. prosince 1687 v diecézi Rieti, kdy byl vydán dekret non cultu. Náleží mu titul Ctihodný.